# Richard von Krafft-Ebing
Richard Freiherr von Krafft-Ebing (Mannheim, 1840. augusztus 18.– Graz, 1902. december 22.) német-osztrák orvos, igazságügyi orvosszakértő, pszichiáter és szexológus.

## Életútja
Mannheimben (Baden-Württemberg) született Németországban. Orvosi szakot végzett a heidelbergi egyetemen, majd pszichiátriára specializálódott és elmegyógyintézetekben dolgozott. Mivel csalódott a pszichiátriai kórházak működésében, saját akadémiai karrierbe kezdett mint igazságügyi szakértő professzor és nyilvános előadó a pszichiátria és a hipnózis témakörében. Strasbourgban, Grazban és Bécsben, az Osztrák–Magyar Monarchia fővárosában tevékenykedett.
1874-ben feleségül vette a nála hat évvel fiatalabb Maria Luise Kieslinget, a kerületi (Graz) főerdész lányát, három gyermekük született.
Fő műve, a Psychopatia Sexualis: eine Klinisch-Forensische Studie (1886) (Psychopatia Sexualis: egy klinikai-igazságügyi eset) c. kötet, amelyben az emberi szexuális viselkedés különböző formáit írja le esetek alapján. Ez az írás popularizálta a szadizmus kifejezést, mely Marquis de Sade novelláiból származik, és a mazochizmus kifejezést, mely Leopold von Sacher-Masoch nevéből származik. Az általa írt novellában (Vénusz bundában) a főszereplő korbácsolást és rabszolgai elnyomást kér egy gyönyörű nőtől. A homoszexuális és a heteroszexuális kifejezések is műve által váltak ismertté.

## Psychopatia Sexualis
Pszichiáterként, Dr. Richard von Krafft-Ebing művét abból a célból írta, hogy törvényszéki felvilágosítást nyújtson pszichiátereknek és bíróknak. Akadémiai szinten íródott, a bevezetőben а következő olvasható: a szerző szándékosan választott egy tudományos kifejezést műve címeként, hogy elbátortalanítsa a laikus olvasókat. Hasonlóképpen ő maga ezt állította: a könyv egyes részei szándékosan latin nyelven íródtak.
Sexual Psycopathy volt az egyik első könyv, mely szól a szexuális szokásokról, homoszexualitásról, a klitorális orgazmusról és a női szexuális élvezetekről. Javasolta a mentális állapotok figyelembevételét szexuális bűncselekmények jogi megítélésénél. Mint ilyen, ez volt az igazságügyi-orvosszakértői könyv a pszichoszexualitás sokszínűségéről, valamint a legbefolyásosabb szexualtásról szóló könyv, mindaddig, amíg Sigmund Freud művei meg nem jelentek.
A Psychopatia Sexualis (1886) első kiadása a ”cerebral neurosis” (agyi neurózisok) négy kategóriáját mutatja be:

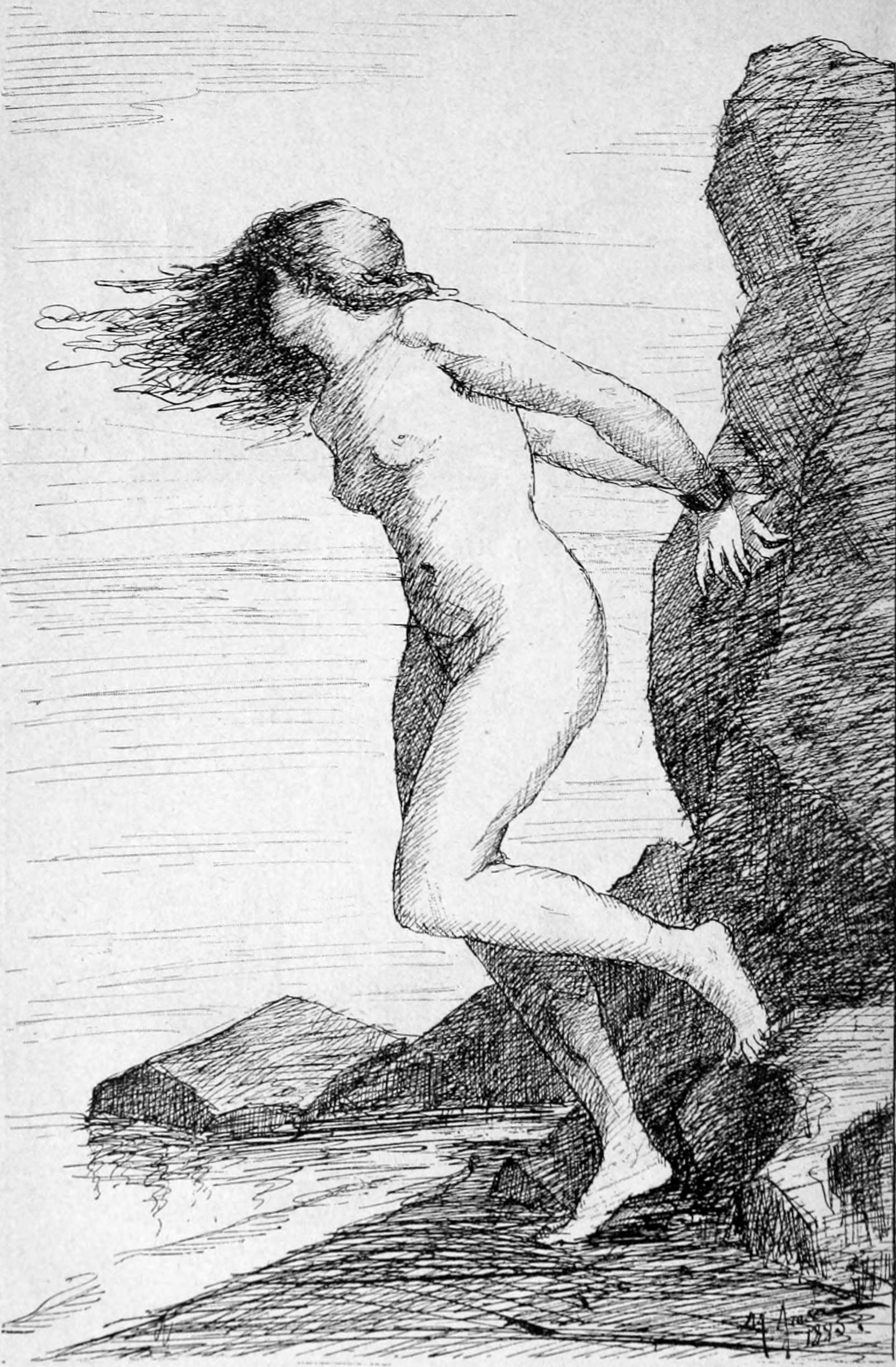
Androméda

- paradoxia - szexuális vágy az életszakasz nem megfelelő korában;
- anesthesia - hiányos szexuális vágy;
- hyperesthesia - túlzott szexuális vágy;
- paraesthesia - szexuális vágy nem a megfelelő célért, köztük homoszexualitás, szexuális fetisizmus, szadizmus, mazochizmus, pedofília.

A római katolikus kultúra és az ausztriai társadalom tagjaként úgy gondolta, hogy a szexuális vágynak a szaporodás a célja, és minden más szexuális forma, mely az élvezetet szolgálja, a szexuális vágy egy perverz formája. Mindennek ellenére a megerőszakolás nem számított perverziónak, ugyanis lehetett terhesség az eredménye. Richard von Krafft-Ebing a nőket szexuálisan passzívnak tartotta, így egy tanulmányt sem írt szadisztikus vagy fetisisztikus nőkről. Ráadásul ha egy nő férfi mazochizmust gyakorolt, ezt a viselkedést “szexuális rabságnak” nevezte, ami nem számított perverziónak, ugyanis nem akadályozta a terhességbe esést. A kevés nőről szóló tanulmánya között szerepelt Krafft-Ebing írása gróf Vay Sándorról, aki transznemű személy volt. Miután megvizsgálta fizikai jellemzőit, úgy vélte, hogy férfias külseje egy genetikai tényezőre utal, ami a transzneműség kialakulásáért felelős:
Vay 153 cm magas, finom felépítésű, sovány, de rendkívül izmos a mellein és a combjain. Járása női viseletben furcsa volt. Csípője nem hasonlított női csípőre, dereka hiányzott, koponyája enyhén oxycephallikus és minden méretében átlag alatti. Feje körmérete 52 cm. Medencéje beszűkült (törpe medence), és határozottan férfias. Nagyajka kakas taraj alakú. Annak következményeként, hogy medencéje szűk, combjai nem konvergálóak, mint egy nőnek, hanem egyenesek. (Mackenzie 36)
Mivel Krafft-Ebing a szaporodást tartotta a közösülés céljának, arra a következtetésre jutott, hogy a homoszexuálisok valamilyen szintű perverzitásban szenvednek, mivel az ő közösülésük nem ezt a célt szolgálja. Egyes esetekben úgy tartották, hogy ez az erkölcsi fordítottság a korai önkielégítés következménye. Krafft-Ebing egy olyan elméletet állított fel, miszerint a homoszexualitás egy biológiai anomália, mely már magzati, embrionális szakaszban kialakul és agyi elváltozások okozzák. 1901-ben a Jahrbuch für sexuelle Zwischenstufen-ben (A Szexuális szakaszok köztes állapotainak évkönyve) az anomália kifejezést megváltoztatta különbözőségre. Krafft Ebing következtetése figyelmen kívül maradt, részben azért, mert Sigmund Freud elméletei, miszerint a homoszexualitás egy ”pszichológiai probléma”, érdekesebbek voltak a fiziológusok számára. Az is közrejátszott, hogy az ausztriai katolikus egyház haragját magára vonta, mivel a martyrdomot (а szentség utáni vágyat) a hisztériával és a mazochizmussal kapcsolta össze.

## Kötetei magyar nyelven
Könyveit számos nyelvre lefordították, magyarországi közkönyvtárakban német eredeti nyelvű kiadásokból lehet tájékozódni, de számos művét lefordították magyar nyelvre is elsősorban igazságügyi orvosszakértők és jogászok számára. Psychopathia sexuális c. kötetét többször (1894, 1926, 1947) is közreadták magyarul variáns címeken, e kötet nyomán Nádas Mihály adott közre kötetet A nemi ösztön elfajulásai, rendellenességei és szerelmi kicsapongások címen 1909-ben (Budapest, Neuwald Nyomda. 93 p.).
- A bűnügyi lélektan alapvonalai. A Német Birodalom büntető törvénykönyv alapjára fektetve orvosok és jogászok számára / írta Ktafft Ebing K. ; ford. Rákosi Béla. Budapest : Magyar Orvosi Könyvkiadó Társulat, 1876. 110 p.
- Az elmebetegségek tankönyve. Kórodai vizsgálatok alapján / írta Krafft-Ebing R. 2., részben átdolg. kiad. Budapest : Magyar Orvosi Könyvkiadó Társulat, 1884–1885. 2 db;
- Über gesunde und kranke Nerven (magyar) Egészséges és beteg idegek / írta R. Krafft-Ebing ; ford. Osváth Albert. Budapest : Athenaeum, 1885. V, 136 p.
- A törvényszéki elmekórtan tankönyve / Krafft-Ebing Rikhárd; ford., előszó babarczi Schwartzer Ottó; Budapest: MTA. Hornyánszky Viktor Könyvnyomdája, 1885. (2. kiadás, 1891). 485 p.
- A törvényszéki elmekórtan tankönyve; ford., bev. Babarczi Schwartzer Ottó; 2. átdolg. kiad.; Hornyánszky Ny., Bp., 1891
- Psychopathia sexualis a visszás nemi érzések különös figyelembevételével. Orvos-törvényszéki tanulmány / Richard Krafft-Ebing; ford. Fischer Jakab. Budapest, 1894. 394 p; 1908, Kostyál. Budapest, 2. jav. kiad. részben megváltozott címmel: Psychopathia sexualis. Különös tekintettel a rendellenes nemi érzésre. Törvényszéki orvosi tanulmány orvosok és jogászok számára; ford. S. K. M.
- Psychopathia sexualis különös tekintettel a rendellenes nemi érzésre; 12. bőv., jav. kiad. után ford. S. K. M.; 2. jav. kiad.; Nova, Bp., 1926
- Psychopathia sexualis (magyar) A nemi élet eltévelyedései: (Psychopathia sexualis) / R. Krafft-Ebing ; átdolg. Alexander Hartwich ; ford. Gáspár Endre . Budapest: Nova, 1947. 304 p.

## Fordítás
- Ez a szócikk részben vagy egészben  a   Richard von Krafft-Ebing című angol Wikipédia-szócikk fordításán alapul.  Az eredeti cikk szerkesztőit annak laptörténete sorolja fel. Ez a jelzés csupán a megfogalmazás eredetét és a szerzői jogokat jelzi, nem szolgál a cikkben szereplő információk forrásmegjelöléseként.